# Clark Atlanta University
La Clark Atlanta University è un'università privata, storicamente afroamericana, situata ad Atlanta, in Georgia, Stati Uniti. Fu formata nel 1988 con l'unione del Clark College (fondato nel 1869) e la Atlanta University (1865). Questo ateneo fa parte dello United Negro College Fund (UNCF).